# Капитанул, Константин
Константин Капитанул (собственно Константин Филиппеску про прозванию «капитан», рум. Constantin Căpitanul Filipescu) — валашский хроникёр XVII века. По некоторым данным, племянник князя Валахии Щербана II Кантакузина.
Изложил в своей хронике «История господарей Валахии» (рум. Istoriile Domnilor Tarii Romanesti) историю своей родины с XIII века до второй половины XVII века. Она свидетельствует о большом знакомстве с молдавскими летописями. Продолжение и новая редакция хроники были выполнены в 1728 году Раду Попеску, продолжателем Капитанула считается также Раду Гречану.